# Acacia polyadenia
Acacia polyadenia är en ärtväxtart som först beskrevs av Leslie Pedley, och fick sitt nu gällande namn av Leslie Pedley. Acacia polyadenia ingår i släktet akacior, och familjen ärtväxter. Inga underarter finns listade i Catalogue of Life.